# Brigades des martyrs d'Al-Aqsa
Pour les articles homonymes, voir Al-Aqsa.

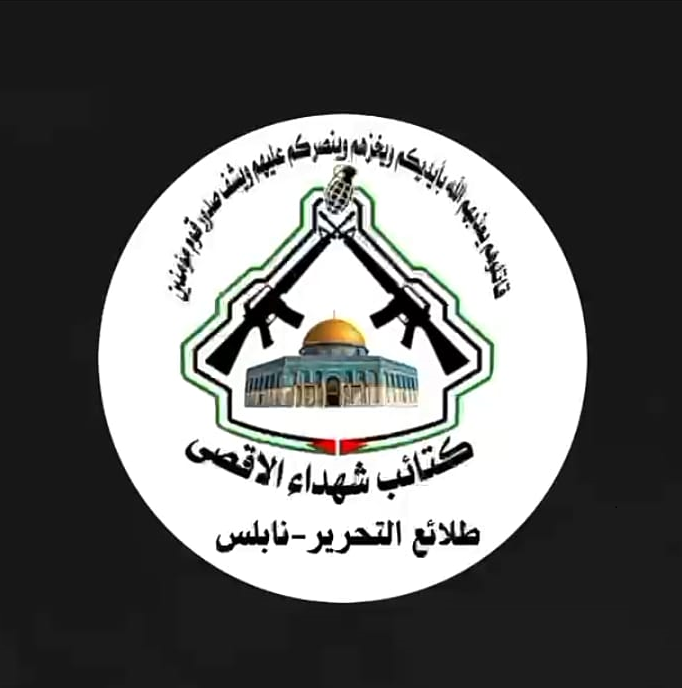

Les Brigades des martyrs d'Al-Aqsa (arabe : كتائب شهداء الاقصى) sont des milices armées formés par des militants du Fatah. Elles sont en particulier actives au cours de la seconde intifada.
Les Brigades sont un ensemble de groupes locaux très autonomes constitués généralement de 15 à 50 militants. Dénués de commandement centralisé et indépendants de la direction du Fatah, les groupes se répartissent géographiquement : quartiers, zones rurales, camps de réfugiés. Fondées en octobre 2000, quelques jours après le début de la seconde Intifada, leur nom fait référence aux dizaines de « martyrs » des manifestations contre la venue d’Ariel Sharon sur l’Esplanade des Mosquées.
Au départ, ces groupes n'avaient comme objectifs que l'armée israélienne ainsi que les colons des Territoires palestiniens occupés. Le but était de mener une guerilla. Cependant, une dizaine d'attaques ont par la suite touchés des civils dans les villes israéliennes, générant des désaccords au sein des Brigades sur ce mode opératoire. En mars 2002, après un attentat-suicide des Brigades, celles-ci furent inscrites sur la liste américaine des organisations terroristes bien qu'elles n'aient commis aucun crime sur le territoire américain. Les Brigades ont bénéficié d'une grande popularité auprès des Palestiniens.

## Relations avec le Fatah
De nombreuses sources palestiniennes montrent que les Brigades n'étaient pas dirigées par Yasser Arafat et le Fatah, bien que plusieurs membres des Brigades fassent aussi partie du Fatah.
Le 18 décembre 2003, le Fatah décida de demander aux chefs des Brigades des martyrs d'Al-Aqsa de siéger au conseil du parti, reconnaissant ainsi ouvertement leur appartenance au mouvement.
Les relations entretenues par les Brigades avec Arafat restent encore aujourd'hui ambiguës en raison des informations discordantes provenant de différents leaders du groupe. Si Maslama Thabet affirmait recevoir ses ordres du Fatah, Naser Badawi, quant à lui, déclarait au New York Times quelques jours plus tard que, si « nous respectons notre chef », la décision « de conduire les attaques reste du ressort des Brigades ».
Les communiqués du groupe reflètent la diversité des cellules qui le composent. Certains contiennent de vives critiques contre l'Autorité palestinienne, d'autres proclament une fidélité à sa ligne politique.
Israël a arrêté, en avril 2002, le député palestinien Marwan Barghouti, l'accusant d’être l'un des dirigeants du groupe. Barghouti était secrétaire général du Fatah dans les Territoires occupés.
Les Brigades des martyrs d'Al-Aqsa déclarent qu'elles ne soutiendraient pas Mahmoud Abbas mais Marwan Barghouti lors de l'élection présidentielle palestinienne de 2005.

## Activités
Dès la première année de la seconde intifada, les Brigades mènent une guérilla urbaine contre l'occupation israélienne, leurs actions consistant en des attaques ponctuelles de colons et de soldats dans les territoires palestiniens occupés, en particulier en Cisjordanie. Mais c’est au début de 2002 qu’elles deviennent l’acteur majeur de la lutte armée, supplantant pour un temps les mouvements islamistes.
Les opérations de guérilla effectuées par les Brigades – destruction de chars lourds Merkava, attaques contre des checkpoints, attentats dans les principales colonies – sont des succès militaires qui modifient le rapport de force sur le terrain. Les Brigades sont à l'origine de la plupart des attaques anti-israéliennes dans les territoires palestiniennes, ainsi que d'une dizaine d’attaques en Israël, fait sans précédent dans l’histoire du Fatah et qui va bien au-delà de la résistance armée traditionnelle à l’occupation. Si la guérilla contre l'armée israélienne fait en soi l’unanimité au Fatah, c’est en revanche sur le bien-fondé d’attentats en Israël que l’organisation est très divisée. Les Brigades mènent également des actions conjointes avec d'autres mouvements armés palestiniens issus du Hamas et du Jihad islamique. 
En 2005, les Brigades se déclarent prêtes à « un cessez-le-feu mutuel » et conditionnel avec Israël. 
Le 10 juillet 2006, l'agence Reuters parle d'une unité féminine responsable d'attentats suicides et faisant partie des Brigades d'Al-Aqsa dans la bande de Gaza. Entre 2000 et 2006, l'unité aurait procédé à sept attentats à la bombe, causant la mort de 37 personnes et en blessant 200 autres. Les femmes s'identifient elles-mêmes comme des membres du Fatah ; elles manifestent avec des fusils-mitrailleurs et ont le visage presque entièrement dissimulé (à l'exception des yeux) derrière un keffieh blanc et noir ou entièrement noir. Les Brigades se présentent comme un mouvement laïc et déclarent que les femmes sont les égales des hommes dans leurs rangs. 
L'organisation est placée sur la liste officielle des organisations terroristes du Canada, des États-Unis et de l'Union européenne, ainsi que par l'État d'Israël.
Parmi la liste des attentats figurent :
- 2 mars 2002 : Beit Yisrael, Jérusalem - 11 morts
- 5 janvier 2003 : Arrêt de bus au sud de Tel Aviv - 22 morts
- 29 janvier 2004 : Rehavia, Jérusalem, ligne de bus n°19 - 11 morts
- 14 mars 2004 : Port d'Ashdod - 10 morts

Le 16 octobre 2005, les Brigades revendiquent la responsabilité de l'attaque de Gush Etzion Junction, qui avait tué trois Israéliens et blessé trois autres.
En mars 2004, un adolescent palestinien, nommé Hussam Abdo, fut interpellé par les forces de défense israéliennes à un poste de contrôle alors qu'il était porteur d'une ceinture d'explosifs. À la suite de cette arrestation, une « cellule d'adolescents », membres des Brigades, fut démantelée à Naplouse. Le 23 septembre de la même année, un jeune homme de 15 ans fut arrêté par les forces de sécurité israéliennes
Les Brigades, comme de nombreux groupes armés, sont connues pour ses affiches de publicité placardées sur de nombreux murs dans les territoires palestiniens. Le « web-reporter » Aaron Klein a obtenu plusieurs interviews de chefs des brigades.
Le 30 janvier 2006, les bureaux de l'Union européenne à Gaza sont occupés pendant 30 minutes par une quinzaine de membres des Brigades demandant des excuses au Danemark et à la Norvège après l'affaire des caricatures.
Le 28 mai 2007, Khaled Abou Chaouich, un important responsable des Brigades des martyrs d'al-Aqsa, a été arrêté en Cisjordanie à Ramallah alors qu'il circulait au volant de sa voiture, non loin du quartier général du président palestinien Mahmoud Abbas par une unité spéciale de l'armée israélienne. Les membres d'une unité spéciale de l'armée israélienne déguisés en civils palestiniens l'ont forcé à sortir de son véhicule et l'ont emmené. Il était recherché par Israël depuis de nombreuses années.
Le 14 juillet 2007, Zakaria Zubeidi, considéré comme chef de la milice à Jénine et dans le nord de la Cisjordanie, a accepté de déposer les armes et cesser le combat armé contre Israël. Cet accord intervient dans le cadre plus large d’amnisties par Israël, qui voit de plus en plus en le Fatah un rempart contre la montée en puissance du Hamas. Il sera cependant arrêté en 2019.
Khalil Maqdah, l’un des responsables du mouvement, est assassiné le 21 août 2024 dans une frappe aérienne israélienne qui ciblait sa voiture alors qu’il circulait près des camps palestiniens dans le sud du Liban.
Les Brigades des martyrs d'al-Aqsa participent aux combats contre l'armée israélienne durant la guerre de Gaza depuis 2023. Elles compteraient plusieurs milliers de combattants et sont alliées notamment au Hamas et au Jihad islamique. Elles font partie de la « Salle des opérations conjointes des factions de la résistance », qui réunit une douzaine de factions armées de Gaza coordonnant leurs stratégies et leurs rôles respectifs dans les combats.

## Liste de militants des Brigades d'Al-Aqsa
- Naif Abu-Sharah : commandant de la brigade locale à Naplouse, tué par l'armée israélienne.
- Raed Karmi, considéré comme le chef des Brigades à Tulkarem, tué par l'armée israélienne.
- Nasser Naji Abou Hamid, considéré par les autorités israéliennes comme le fondateur des Brigades.
- Zakaria Zubeidi : commandant de la brigade locale de Jénine, connu en Israël pour ses relations avec la militante pacifiste israélienne Tali Fahima.